# Marcos Vargas Oyarzún
Marco Patricio Vargas Oyarzún (Queilen, 16 de junio de 1986) es un político chileno, actualmente es alcalde en Queilén, es reelecto como alcalde de Queilén para el periodo 2024-2028.

## Carrera política
Su carrera política empezó en Queilén, fue elegido en las elecciones municipales de Chile de 2004 como concejal con votaciones de 479 personas, para asumir el cargo de concejal en el periodo de 2004-2008.
Participó en las Elecciones municipales de 2012 en  Queilén, en dónde fue derrotado por Manuel Godoy Velasquez del partido de Unión Demócrata Independiente, pero más tarde fue electo como alcalde en las elecciones municipales de Chile de 2016 en Queilén, en la revancha, derrotando a Manuel Godoy Velázquez.
En 2019, alcaldes de Ancud, Chonchi, Curaco de Vélez, Puqueldón, Quellón y incluyendo el alcalde de Queilén, Marcos Vargas solicitan reunirse y muestran su preocupación por las declaraciones, emitidas hace días por la empresa Hyundai, dónde señalaban la imposibilidad de continuar con la mega obra, Marcos Vargas declaró lo siguiente a esta situación "Esperamos que esta misiva que hemos firmado seis alcaldes de Chiloé, pueda surtir un efecto inmediato y ojala después de años, podamos tener respuestas positivas de parte del ministerio de Obras Públicas"
Fue reelecto como alcalde en las elecciones municipales de Chile de 2021 en Queilén, ganando con 1.730 votos derrotando nuevamente a Manuel Godoy Velázquez.
Planeó el proyecto de que Queilén tenga un estadio municipal, que se entregaría en 2022, Marcos Vargas se mostró contento con la adjudicación del nuevo recinto deportivo y señaló que el nuevo estadio será un lugar digno, que reuniría todas las condiciones para desarrollar un buen futbol.
En ese mismo año que planeó el proyecto del nuevo estadio de Quelién, fue reconocido a nivel latinoamericano, la cual se dedica a fortalecer el Desarrollo de la solidaridad y la Inclusión Social en diversos países de América Latina, siendo Quelién el proyecto presentado.
En junio de 2022, se dio cuenta de mal estado de caminos rurales en su comuna en los caminos de Apeche, Contuy y el Sector Díaz Lira en Queilén.
Fue reelecto en las Elecciones municipales de 2024en Quelién, ganando con 2.430 votos.

## Controversias
En 2023, se burló de la comunidad Mapuche-Williche en pleno concejo municipal, en un comunicado de Comunidad Williche Mapuche Cacique Pairo del Territorio Apeche, decían que "en reunión pública del Concejo Municipal de Queilén, el martes 14 de noviembre de 2023, El alcalde Marcos Vargas Oyarzún y el concejal Arcides Barría Alvarado, ambos del Partido Demócrata Cristiano se burlan de mujeres de esta comunidad”
Patricia Teca Nauto, la que recibió burlas en la Municipalidad de Queilén, declaró que "Se burló de nuestros símbolos y de mi apellido”. Y además afirmó en un video que dijo "Mari mari, kom pu che, soy Patricia Patricia Teca Nauto, consejera de la comunidad Williche Mapuche Cacique Pairo del Territorio Apeche, comuna de Queilén, Provincia de Chiloé, Chile. En una reunión de Consejo, el alcalde Marcos Vargas y el concejal Arcides Barría Alvarado ridiculizaron nuestro símbolo, nuestro chinito, sagrado para nuestro pueblo y también se burlaron de mi apellido. Soy Patricia Teca, yo soy Teca, de mi familia y porque mis padres y mis abuelos fueron todos Teca".
Sin embargo, el senador Fidel Espinoza, reacciono sobre la controversia de Marcos Vargas y crítico al alcalde de Quelién, calificando de "extrema gravedad" a los presuntos dichos discriminatorios realizados por el alcalde de Quelién y el concejal de Queilén Arcides Barría, contra un grupo de dirigentes de la comunidad Mapuche-Williche Cacique Pairo de Apache.Fidel Espinoza señaló que: "lo primero que yo quisiera decirle al señor alcalde Marcos Vargas que la violencia no es solo matar a otra persona, hay violencia cuando usamos una palabra denigrante, hay violencia cuando hacemos gestos para despreciar a otra persona, como el que ustedes hicieron en dicha sesión del consejo" dijo, apuntando al alcalde de Queilén, Marcos Vargas Oyarzun.